# Egoisme ètic
L'egoisme ètic és una doctrina filosòfica que proposa que cadascú s'ocupi del seu propi interès i així el conjunt de la societat funcionarà. Els seus defensors afirmen que el més racional és que cada individu busqui satisfer les seves necessitats, que coneix millor que ningú, sense fer mal als altres. És la base de molts corrents de l'anarquisme, en posar la persona i no el conjunt al centre.
L'egoisme ètic critica la caritat perquè degrada el proïsme, en considerar l'altre incapaç de buscar el seu propi bé. També sosté que la majoria de normes morals neixen del propi interès: es posen límits generals per evitar que els excessos d'altri perjudiquin l'individu, per tant si cadascú mira per ell sense ferir ningú, no caldran aquests límits, que estaran implícits en la conducta general. Es lliga a l'egoisme psicològic, que afirma que hom sempre busca el mateix interès, fins i tot als actes altruistes (recompensa en forma de sentiments positius).
Els seus detractors opinen que aquesta norma porta a la immoralitat perquè acaba prevalent la llei del més fort en cas de conflicte d'interessos. A més a més, creuen que la societat, la vida en comú, es basa justament en els principis oposats, en enfortir els lligams, l'altruisme i les obligacions mútues.